# Richfield (Ohio)
Richfield es una villa ubicada en el condado de Summit en el estado estadounidense de Ohio. En el Censo de 2010 tenía una población de 3648 habitantes y una densidad poblacional de 151,09 personas por km².

## Geografía
Richfield se encuentra ubicada en las coordenadas 41°13′59″N 81°38′38″O / 41.23306, -81.64389. Según la Oficina del Censo de los Estados Unidos, Richfield tiene una superficie total de 24.14 km², de la cual 24.14 km² corresponden a tierra firme y (0.03%) 0.01 km² es agua.

## Demografía
Según el censo de 2010, había 3648 personas residiendo en Richfield. La densidad de población era de 151,09 hab./km². De los 3648 habitantes, Richfield estaba compuesto por el 96.77% blancos, el 0.74% eran afroamericanos, el 0.08% eran amerindios, el 1.37% eran asiáticos, el 0% eran isleños del Pacífico, el 0% eran de otras razas y el 1.04% pertenecían a dos o más razas. Del total de la población el 0.58% eran hispanos o latinos de cualquier raza.